# Real Federación de Fútbol de Ceuta
La  Real Federación de Fútbol de Ceuta (RFFCE) es el organismo rector del fútbol en la ciudad autónoma de Ceuta, España. Forma parte de la Real Federación Española de Fútbol. Fue fundada en 1931 como Federación Hispanomarroquí de Fútbol, luego denominada Federación Regional del Norte de África (1938-1985) y Federación Territorial de Fútbol de Ceuta y Melilla (1985-1995). La sede, durante toda su historia, ha estado en la ciudad de Ceuta.

## Historia

Desde 1931 a 1956 el ámbito territorial de la federación era la Zona internacional de Tánger, el Protectorado español en Marruecos, y las ciudades de Ceuta y Melilla.

La actual Federación de Fútbol de Ceuta tiene su origen en la Federación Hispanomarroquí de Fútbol, fundada el 13 de enero de 1931 bajo el impulso del ingeniero militar Luis Sánchez Urdazpal, quien fue también su presidente durante quince años. 
La Federación Hispanomarroquí regía el fútbol en Ceuta –donde se estableció la sede federativa- y Melilla, ambas ciudades bajo soberanía española; en el Protectorado Español de Marruecos y en Tánger, que gozaba de reconocimiento como ciudad internacional. El Protectorado español de Marruecos había quedado establecido en 1912, cuando España y Francia firmaron los acuerdos para establecer sendos protectorados, en el norte y sur de Marruecos.  En 1916 la Federación Francesa de Fútbol puso en marcha una liga local en su protectorado, pero en la zona española hubo que esperar dos décadas hasta la creación de un organismo que organizara el fútbol local.
Una de las primeras medidas de la Federación Hispanomarroquí fue la creación de un campeonato regional, al igual que los organizados por las federaciones regionales del resto de España. En la primera edición sólo tomaron parte clubes de Ceuta y Tetuán, que inicialmente eran los únicos que integraban la Federación. Se proclamó campeón el Cultura Sport Ceutí. En noviembre de 1932 la Federación Española de Fútbol aceptó la entrada de la Federación Hispano-Marroquí, lo que permitía que el vencedor del campeonato regional participase en el Campeonato de España (actual Copa del Rey). 
En 1939 se retomaron las competiciones futbolísticas en España tras Guerra Civil. La Federación Española se vio obligada a organizar una Segunda División provisional, ya que muchos de los equipos que integraban la categoría antes de la guerra no estaban en condiciones de competir tras el conflicto bélico. Entre los invitados hubo dos clubes de la Federación Hispanomarroquí, el Ceuta Sport y la Escuela Hispano Árabe de Tánger, en lo que se interpretaba como un gesto de agradecimiento del régimen hacia ambas ciudades, por su ayuda al bando franquista durante la Guerra Civil. Ambos equipos se convirtieron, pues, en los dos primeros equipos norteafricanos en debutar en la Segunda División española, aunque fue un estreno efímero, al finalizar la liga en última y penúltima posición.
La temporada 1942/43 el Ceuta Sport, ahora con el nombre de Sociedad Deportiva Ceuta, disputó sin éxito la promoción de ascenso a Primera División. Fue el mayor éxito del fútbol hispano-marroquí hasta la temporada 1950/51, cuando el Club Atlético Tetuán se convirtió en el primer y hasta la fecha único club norteafricano alcanzar la máxima categoría de la liga española, en la que sólo permaneció una campaña.
Después que en 1956 Marruecos lograse su independencia, la Federación Hispanomarroquí cambió su denominación a Federación Regional del Norte de África, manteniendo su sede en Ceuta y una delegación en Melilla. Algunos clubes del Protectorado español de Marruecos optaron por trasladarse a territorio español para poder seguir disputando las competiciones hispanas. Fue el caso de la Unión Deportiva España, de Tánger, que se trasladó a Algeciras para fusionarse con el Algeciras CF, o el Atlético Tetuán, que se unió a la Sociedad Deportiva Ceuta, dando origen al Club Atlético de Ceuta.
La reorganización federativa de los años 1980, a raíz de la reordenación territorial de España y la creación de las comunidades autónomas, hizo que en 1985 la Federación del Norte de África pasara a llamarse Federación Territorial de Fútbol de Ceuta y Melilla,  a la espera del cumplimiento de la Transitoria quinta de la Constitución española de 1978. En 1995 ambas ciudades fueron reconocidas como ciudades autónomas, lo que provocó que la delegación melillense optara por segregarse y crear su propia federación, en 1999. La federación fue renombrada como Federación de Fútbol de Ceuta.
En el año 2022 con motivo de su 90 aniversario el rey Felipe VI le concedió el título de Real.